# Perućko jezero
Perućko jezero je vještačko jezero na rijeci Cetini, između planina Dinare i Svilaje u Hrvatskoj. Površina jezera iznosi 15 km², najveća dubina 65 m, a dužina oko 20 km. Nastalo je 1958. godine, izgradnjom brane Peruća. Tom prilikom su potopljeni dijelovi okolnih sela, uključujući plodna zemljišta i kuće. Potopljen je i manastir Dragović iz 1395. godine, kod sela Koljane, a izgrađen je novi, na višem zemljištu. Hidroelektrana Peruća je izgrađena dve godine nakon podizanja brane kod Bitelića. Jezero je značajno i za regulaciju nivoa vode Cetine tj. sprečavanje poplava.